# Faik Güneş
Faik Samet Güneş (Tokat, 27 maggio 1993) è un pallavolista turco, centrale del Galatasaray.

## Carriera

### Club
La carriera di Faik Güneş inizia nella stagione 2011-12, quando fa il suo esordio in Voleybol 1. Ligi con l'Halkbank, dove gioca per due annate e si aggiudica una Coppa di Turchia. Nel campionato 2013-14 approda a un altro club capitolino, il Maliye Milli Piyango, ma fa ritorno all'Halkbank già nel campionato seguente: questa volta vi milita per sette annate, nel corso delle quali si aggiudica tre scudetti, venendo inoltre eletto come rising star nel 2016-17, due coppe nazionali e tre Supercoppe turche.
Nel campionato 2021-22 si trasferisce allo Ziraat Bankası, vincendo tre scudetti (premiato inoltre come miglior centrale nel 2022-23), altrettante edizioni della supercoppa nazionale e una Coppa CEV. Nella stagione 2025-26 viene invece ingaggiato dal Galatasaray.

### Nazionale
Fa parte delle selezioni giovanili turche, prendendo parte al campionato europeo under 19 2011 e al campionato europeo under 20 2012 (passando dalle qualificazioni), andando poi a conquistare la medaglia d'argento al campionato mondiale under 23 2015, dove viene premiato come miglior centrale.
Nel 2014 debutta in nazionale maggiore durante le qualificazioni al campionato europeo 2015. Nel 2022 conquista la medaglia d'argento prima alla European Golden League e alla Volleyball Challenger Cup 2022, mentre nel 2023 l'oro all'European Golden League e alla Volleyball Challenger Cup.

## Palmarès

### Club
- Campionato turco: 6

2015-16, 2016-17, 2017-18, 2021-22, 2022-23, 2024-25
- Coppa di Turchia: 3

2012-13, 2014-15, 2017-18
- Supercoppa turca: 6

2014, 2015, 2018, 2021, 2022, 2023
- Coppa CEV: 1

2024-25

### Nazionale (competizioni minori)
- Campionato mondiale under 23 2015
- European Golden League 2022
- Volleyball Challenger Cup 2022
- European Golden League 2023
- Volleyball Challenger Cup 2023

### Premi individuali
- 2015 - Campionato mondiale under 23: Miglior centrale
- 2017 - Efeler Ligi: Rising star
- 2023 - Efeler Ligi: Miglior centrale